# Pányok
Pányok község Borsod-Abaúj-Zemplén vármegye Gönci járásában.

## Fekvése
A Hernád folyó közelében fekszik, a Zempléni-hegység nyugati lábainál, a megyeszékhely Miskolctól 74 kilométerre északkeletre.
A közvetlenül határos települések: észak felől Kéked, dél felől Telkibánya, nyugat felől pedig Abaújvár. Kelet felől Füzérhez tartozó lakatlan, erdős külterületek határolják, a két település azonban távol esik egymástól. A legközelebbi város Gönc (16 km)

### Megközelítése
Zsáktelepülés, közúton csak Abaújvár felől érhető el, a 3709-es útból kiágazó 37 113-as számú mellékúton.

## Története
Pányok (Pánk) Árpád-kori település, nevét az oklevelek 1263-ban említették először Panc néven.
1266-ban Pank, 1270-ben Panky, 1276-ban Panch, 1298-ban Paynk néven írták.
1263-ban nemesi birtok volt, Pányoki Jakab ekkor kapta István ifjú királytól, és ezzel alapítója lett a fiáról Dobóról elnevezett ruszkai Dobó családnak.
1266-ban az újvári telepesek kérték maguknak Pányokot, de mivel az a Pányokiak öröklött birtoka volt, így nem kaopták meg. A család ungi ága nagy uradalmat szerzett magának Ung, Bereg, Zemplén, Borsod, és Temes vármegyékben.
1325-ben a család birtokainak megosztásakor Pányok közös birtok maradt.
A török hódoltság idején kihalt, 1715-ben pusztaság. A 18. század végére népesült be újra.
A 20. század elején Abaúj-Torna vármegye Füzéri járásához tartozott.
Az 1910-es népszámláláskor 420 lakosából 417 magyar volt.... Ebből 69 római katolikus, 321 református, 18 izraelita volt.

## Közélete

### Polgármesterei
- 1990–1994: Koleszár Barna (független)[4]
- 1994–1998: Koleszár Barna (MSZP)[5]
- 1999–2002: Koleszár Barna (független)[6]
- 2002–2006: Tóth István (független)[7]
- 2006–2010: Tóth István (független)[8]
- 2010–2014: Kis Erzsébet (független)[9]
- 2014–2019: Dr. Sivák József (független)[10]
- 2019–2024: Menyhért Gergő (független)[11]
- 2024– : Racek Ádám (független)[1]

A településen az 1998. október 18-án megtartott önkormányzati választás után, a polgármester-választás tekintetében nem lehetett eredményt hirdetni, az első helyen kialakult szavazategyenlőség miatt. Aznap a 122 szavazásra jogosult lakos közül 105 fő járult az urnákhoz, hatan érvénytelen szavazatot adtak le, az érvényes szavazatok közül pedig 38-38 esett a négy jelölt közül az egyetlen pártdelegáltra, Koleszár Barna hivatalban lévő polgármesterre, az MSZP jelöltjére, illetve a független Korányi Imrénére. Az emiatt szükségessé vált időközi választást 1999. április 25-én tartották meg, ezen már csak a korábbi holtversenyben részes két jelölt indult, ami pedig az ezúttal (1990 után) ismét függetlenként induló Koleszár Barnának kedvezett jobban.

## Népesség
A település népességének változása:
| Lakosok száma | 71   | 68   | 59   | 97   | 63   | 96   | 84   |
|               | 2013 | 2014 | 2015 | 2021 | 2022 | 2023 | 2024 |

A 2001-es népszámlálás adatai szerint a településnek csak magyar lakossága volt.
A 2011-es népszámlálás során a lakosok 100%-a magyarnak mondta magát. A vallási megoszlás a következő volt: római katolikus 9,5%, református 77,8%, görögkatolikus 1,6%, felekezeten kívüli 9,5% (1,6% nem válaszolt).
2022-ben a lakosság 39,7%-a vallotta magát magyarnak, 15,9% szlováknak (52,4% nem nyilatkozott; a kettős identitások miatt a végösszeg nagyobb lehet 100%-nál). Vallásuk szerint 9,5% volt római katolikus, 14,3% református, 1,6% görög katolikus, 4,8% evangélikus, 3,2% felekezeten kívüli (66,7% nem válaszolt).

## Látnivalók
- Református templom
- Fa harangláb
- Török kori pincék